# 赤肉
赤肉（あかにく）は主に赤色や暖色系の肉、果肉を指す。
食料となる動物の肉では赤肉、赤身（あかみ）、時に赤身肉と言われ赤色のものを指す。しかし、食事調査のための栄養学の赤肉（red meat）は、主に哺乳動物の肉を指す（これは単に食肉のことである）。
赤い身の色をした魚は一般に赤身、時に赤肉、特に赤身魚と言われ、白身魚に対比する。
果物では赤から橙色系の果肉を指して、赤肉梅、赤肉リンゴ、赤肉メロンのように使われる。

## 赤身肉

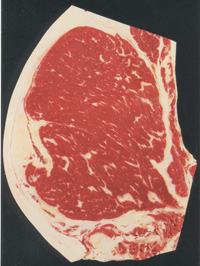
牛肉

食肉での「赤肉」は多くが筋肉組織であり、脂肪やスジが少なく赤く見える肉の部位である。海産物である鯨肉も哺乳類（海洋哺乳類）の肉であるため赤い部位は食肉の「赤肉」である。これらは一般に「赤身肉」や「赤身」と呼ばれる。「赤肉は､牛肉や子羊肉などのこと」とする情報もある。
牛肉、豚肉等の赤肉にはヘム鉄を含むミオグロビンが豊富に含まれているため赤く見える。
通常、食肉は時間の経過と共に切断面が暗赤色へと変化するが、ビタミンCの水溶液をかけることで鮮やかな赤色へ戻る性質があり、これを悪用した鮮度偽装事件が起きている。

## 赤身魚

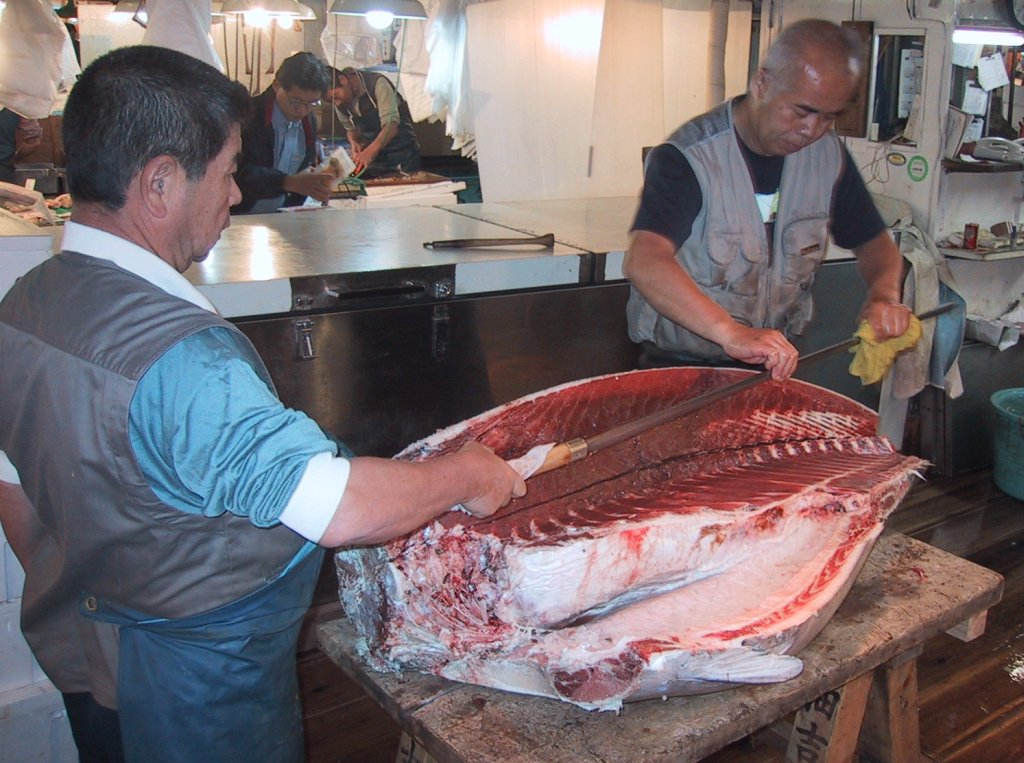
築地市場でのマグロ解体。身が赤いことが分かる。

魚肉の場合、マグロ、カツオ、アジなど主な食用部位が赤く血合いが多い魚は赤身魚と呼ばれる。
日本水産学会は1976年に「100gあたりの身に含まれるヘモグロビンかミオグロビンの含有量が10mg以上の魚肉」を赤身魚と定義している。
なお、サケの身は赤いが、これは餌である甲殻類の外殻に含まれるカロテノイドであるアスタキサンチンが摂取されたことによるためである。このため区分としては白身魚として扱われる。
マグロの肉においてはトロを除いた部分、すなわち脂肪分の少ない部分のみを一般に「赤身」と呼ぶ。

## 果物
赤肉という表現は果肉の色を言い、赤色・橙色系のものが赤肉種や赤肉系と呼ばれる。赤肉の果物としてはスイカやドラゴンフルーツなどが存在するが、果肉色が赤色・橙色系のものを他の果肉色の品種と対比して赤肉梅、赤肉リンゴ、赤肉メロンのように呼ぶこともある。
英語では、色が赤色系のものを「red flesh」、橙色（オレンジ）系のものを「orange flesh」と呼ぶ。